# معهد جنيف لإدارة الأعمال
معهد جنيف لإدارة الأعمال هو مؤسسة للتعليم العالي الخاص تقع على ضفاف بحيرة جنيف. تسمح هذه المؤسسة لطلابها باتباع منهج عملي جدا في مجال الإدارة والتمويل. ويمنح المعهد بكالوريوس وماجستير في اختصاص التمويل وإدارة الأعمال كما أنه معروف باعتماده المرموق في سويسرا (EduQua) وفي أوروبا (ECBE) وفي أمريكا (IACBE).
كما يقدم معهد جنيف لإدارة الأعمال برنامجا للتبادل مع كلية الأعمال والإدارة في مدينو «شامبيري» في فرنسا (ESC شامبيري) للحصول على شهادة مزدوجة للبكالوريوس والماجستير.

## نبذة تاريخية
في عام 2001 تم تأسيس معهد لتكوين مديري الثروات (IFGP) الذي أنشأ في عام 1994 الجامعة المالية بناء على طلب من المؤسسات المالية الدولية في جنيف، وهي مؤسسة تعليمية جامعية عليا للتدريس باللغة الإنجليزية متخصصة في مجال البنوك وشركات التأمين.
في عام 2003 وبموافقة وزارة التربية والتعليم في مقاطعة جنيف، ضمت جامعة العلوم المالية معهد جنيف لإدارة الأعمال وهي مدرسة خاصة متخصصة في مجال الأعمال التجارية الدولية، وأصبحت جامعة الأعمال والإدارة (BMU) تتممتع بمركب جامعي ذي طابع دولي للغاية مع وجود برامج معتمدة (في الولايات المتحدة وأوروبا) لمنح شهادات البكالوريوس في إدارة الأعمال وفي العلوم المالية وشهادات الماجستير في إدارة الأعمال والعلوم المالية وكذلك منح شهادات الدكتوراه.
وفي عام 2010 تم استبدال اسم جامعة الأعمال والإدارة بمعهد جنيف لإدارة الأعمال وهو قرار استراتيجي بدافع تطوير برامج جديدة ليعكس المعهد صورة مؤسسة جامعية فعالة متخصصة في مجال الإدارة والعلوم المالية.

## الحرم الجامعي
وتقع كلية جنيف لإدارة الأعمال على ضفاف بحيرة جنيف وبالقرب من المنظمات الدولية والأمم والمتحددة. يضم الحرم الجامعي سبعة فصول دراسية وغرفة الكمبيوتر مع إمكانية الوصول إلى تغطية شبكة الكلية واتصال بالبث اللاسلكي (واي فاي) بسعة 4,8 MPS المتوفرة في الحرم الجامعي. ويمكن للطلبة الذهاب إلى مكتبة الجامعة التي تبعد على بعد خمس دقائق سيرا على الأقدام من الحرم الجامعي وإلى مككتبة معهد الدراسات الدولية العليا في جنيف.

## شروط القبول

### مستوى التعليم المطلوب
- البكالوريوس: شهادة الثانوية العامة أو ما يعادل البكالوريا الدولية.
- الماجستير: بكالوريوس أو ما يعادله.

### مستوى اللغة الإنجليزية المطلوب
- اللغة الإنجليزية كاللغة الأم
- أيلتس: 5.5
- اختبار الإنجليزية كلغة أجنبية I.B.T 66 نقطة
- BEC Vantage: Pass
- First Certificate : Pass
- ثلاثة سنوات دراسة على الأقل في إحدى المؤسسات الإنجليزية.

## البرامج الدراسية

### درجات البكالوريوس
- البكالوريوس في العلوم المالية (BF)
- البكالوريوس في إدارة الأعمال (BBA)
- برنامج الشهادة المزدوجة من كلية الأعمال والإدارة في مدينة شامبيري ESC (فرنسا)

### درجات الماجستير
- الماجستير في إدارة الأعمال (ماجستير إدارة الأعمال)
- ماجستير العلوم المالية (MSc.F)
- ماجستير أوروبي في الخدمات المصرفية الخاصة (EMIB)
- برنامج الشهادة المزدوجة من كلية الأعمال والإدارة في مدينة شامبيري ESC (فرنسا)

### درجات الدكتوراه
- دكتوراه في إدارة الأعمال
- دكتوراه في العلوم المالية الدولية
- دكتوراه في التسويق الاستراتيجي
- دكتوراه في الإدارة الإستراتيجية

## الاعتمادات

### الجمعية الدولية للتعليم الجامعي لإدارة الأعمالIACBE
حصل معهد جنيف لإدارة الأعمال على اعتماد يخص برامج الأعمال الخاصة به من قبل الجمعية الدولية للتعليم الجامعي لإدارة الأعمال الموجودة في «أولاث» في ولاية «كانساس» الأمريكية. واعترف مجلس اعتماد التعليم العالي وهو أكبر مؤسسة للتعليم العالي والجامعات في الولايات المتحدة الأمريكية منذ 01 فبراير 2011 بالجمعية الدولية للتعليم الجامعي لإدارة الأعمال. والبرامج التالية معتمدة بشكل كامل من قبل الجمعية الدولية للتعليم الجامعي لإدارة الأعمال:
- الماجستير في العلوم المالية (MSc.F)
- الماجستير في إدارة الأعمال (ماجستير إدارة الأعمال)
- البكالوريوس في العلوم المالية (BF)
- البكالوريوس في إدارة الأعمال (BBA)

### ECBE(المجلس الأوروبي لتدريس إدارة الأعمال)
تتحدد مهمة (المجلس الأوروبي لتدريس إدارة الأعمال) ECBE في تشجيع ودعم التحسن المستمر للتعليم والسهر على جودته. وتعتبر البرامج التالية معتمدة بشكل كامل من قبل هذا المجلس وهي:
- الماجستير في العلوم المالية (MSc.F)
- الماجستير في إدارة الأعمال (MBA)
- البكالوريوس في العلوم المالية (BF)
- البكالوريوس في إدارة الأعمال (BBA)

### شهادة «ايديكوا» EduQua
```
شهادة EduQua :
```

- تعطى لمؤسسة جيدة في التعليم المستمر.
- تضمن تطوير الجودة في مؤسسة التعليم المستمر.
- توفر قدرا أكبر من الشفافية بالنسبة للطلاب.

### الأساتذة - أعضاء هيئة التدريس
- الدكتور خرديل دومينيك، دكتوراه من جامعة كولومبيا، الولايات المتحدة الأمريكية وجامعة باريس دوفين، فرنسا. أستاذ في إستراتيجية التسويق والإدارة
- الدكتور يحي الزبير، دكتوراه في العلاقات الدولية، الجامعة الأمريكية، العاصمة واشنطن، أستاذ إدارة الثقافات المتعددة، المفاوضات الدولية والجغرافية السياسية.
- الدكتورة كاثرين شيير، دكتوراه من جامعة مونبلييه، فرنسا، أستاذة اللغة الإنجليزية في الأعمال.
- الدكتورة كلثوم إبره، دكتوراه من جامعة جنيف، سويسرا، أستاذة في علم النفس.
- الدكتورة نتالي أبي صالح، دكتوراه في علوم الإدارة، لبنان، أستاذة في الإدارة الإستراتيجية وإدارة القيادة.
- الدكتورة سونيا هبتنستول، دكتوراه في علم الاجتماع من جامعة هارفارد، الولايات المتحدة الأمريكية أستاذة في علم النفس.
- الدكتور جيرار جيرهارد، دكتوراه من جامعة نيوشاتيل، سويسرا، أستاذ الرياضيات التطبيقية في التمويل والإدارة.
- الدكتور جون كلود ايزاكي، دكتوراه من جامعة جنيف، سويسرا، أستاذ في نظم المعلومات الإدارية.
- الدكتور جون هبتنستول، دكتوراه من جامعة هرفارد، أستاذ في التمويل.
- الدكتور جيمس باتون، دكتوراه من جامعة ستراث لكلايد، المملكة المتحدة، أستاذ في السياسة التجارية، الإستراتيجية، إدارة المنظمات والإدارة الإستراتيجية.
- الدكتور جون كلود مانيني، دكتوراه من جامعة جنيف، سويسرا، أستاذ في الأدوات المالية، إدارة المحافظ الاستثمارية والإدارة الإستراتيجية.
- الدكتور موريزيو فانيتي، دكتوراه من جامعة جنيف، سويسرا، أستاذ في التسويق الاستراتيجي، إدارة الموارد البشرية وتنظيمها.
- الدكتور ظافر سيدان، دكتوراه من جامعة باريس 1 – بانتيون – السوربون، فرنسا، أستاذ في مصارف التمويل.
- الدكتور فيليب بوتي، دكتوراه من جامعة لوزان، سويسرا، أستاذ في القانون الدولي، وإنشاء المؤسسات والشركات القابضة.
- الدكتور فيكتور الميدا ييريس، دكتوراه في التمويل من جامعة جنيف، سويسرا، أستاذ في التمويل، المصارف، إدارة المحافظ المالية والمحاسبة.
- الدكتور بنايوتيس زمروس، دكتوراه في الفلسفة من جامعة فايرفاكس، لويزيانا، الولايات المتحدة الأمريكية، أستاذ الفلسفة متعددة التخصصات ولسلوك التنظيمي والإدارة.
- الأستاذة جاكلين سيسيليا، ماجستير من جامعة جنيف، سويسرا، أستاذة الاقتصاد والتمويل.
- الأستاذة شنتال داين بويت، ماجستير من جامعة جنيف، سويسرا، أستاذة اللغة الفرنسية.
- الأستاذ كاهينا نيهار، ماجستير من جامعة سافوا، فرنسا، أستاذ اللغة الفرنسية.
- الأستاذة ويست شويت، «أر إس أي» لندن وماجستير من جامعة جنيف، سويسرا، أستاذة في إدارة الأعمال باللغة الإنجليزية.
- الأستاذ الآن جوير، ماجستير في إدارة أعمال من جامعة بوردو، فرنسا، أستاذ في المحاسبة.
- الأستاذ برتران مارسلي، ماجستير من معهد تيمبر للهندسة، المملكة المتحدة، أستاذ في تسويق المشاريع وإنشاء المؤسسات.
- الأستاذ جوني الهاشم، ماجستير في التمويل من ESSEC، باريس، أستاذ في هندسة التمويل.
- الأستاذ مارك هاتون، ماجستير من كلية لندن الجامعية، المملكة المتحدة، أستاذ في نظم المعلومات.
- الأستاذ فيليب لوران، دكتوراه من جامعة سانت جالن، سويسرا، أستاذ في إدارة الموارد البشرية، القيادة، السلوك التنظيمي.
- الأستاذ كريستوف رزفاني، ماجستير في إدارة الأعمال من جامعة ماريمونت، الولايات المتحدة الأمريكية، أستاذ في الضريبة على الشركات.
- الأستاذ ستيفان فيرتز، ماجستير إدارة الأعمال من إنسياد و DDA من معهد لندن للاقتصاد، أستاذ في التسويق، أخلاقيات الأعمال التجارية والشركات ذات المسؤولية الاجتماعية.

### مركز الدعم الوظيفي
يهدف المركز إلى مساعدة الطلاب في:
- كتابة وصياغة السيرة الذاتية وخطاب طلب الوظيفة.
- الاستعداد للمقابلات.
- استخدام شبكات المدرسة للبحث عن وظيفة أو تدريب.
- التوجيه والإرشاد.

## صور

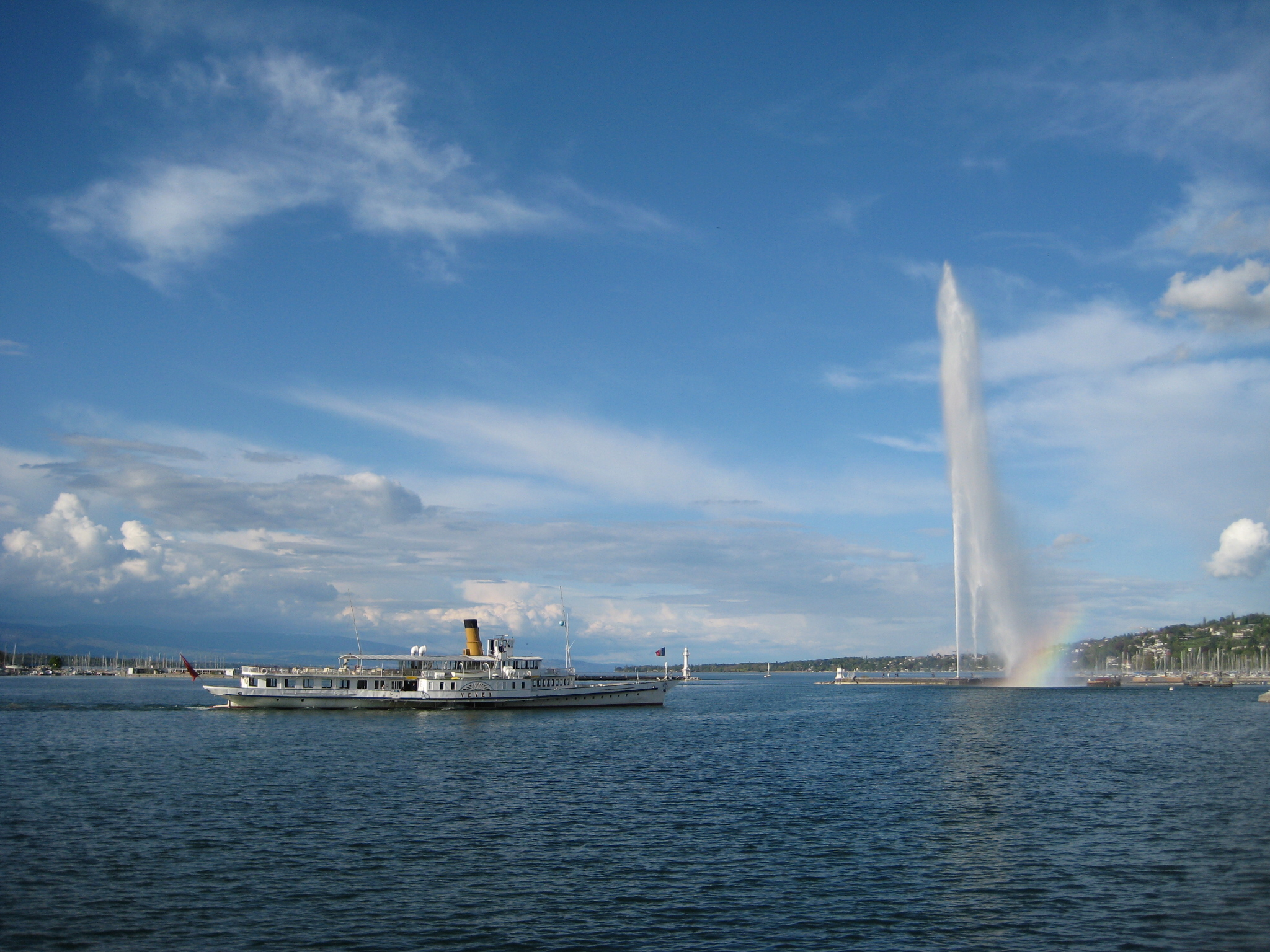
CGN paddle steamer with the نافورة جنيف in Geneva